# Jorge Salinas (aktor)
Jorge Salinas (ur. 27 lipca 1968 roku w Meksyku) – meksykański aktor znany z telenowel.

## Życiorys
Debiutował przed kamerami mając siedemnaście lat w komedii Wiwat targi (Viva el chubasco, 1983). W 1990 roku ukończył Centro de Educación Artístico de Televisa (CEA). Następnie trafił na mały ekran w telenoweli Valeria i Maximiliano (Valeria y Maximiliano, 1991) z Leticią Calderon. Zebrał pochlebne recenzje za kreację podrywacza Miguela w komediodramacie Seks, wstyd i łzy (Sexo, pudor y lágrimas, 1999).
Ma dwie córki: Gabrielę (ur. w 1995; z Adrianą Cataño) i Valentinę (ur. w 2006; z Andreą Noli). W 1995 roku poślubił Fátimę Boggio. Rozwiedli się w 2009 roku. Mają dwóch synów bliźniaków: Jorge Emilia i Santiagia (ur. w 2005 r.). W 2011 roku aktor poślubił Elizabeth Álvarez.

## Wybrana filmografia

### filmy kinowe
- 2003: Lucia, Lucia (La Hija del canibal) jako strażnik więzienny
- 2000: Amores perros jako Luis
- 1999: Seks, wstyd i łzy (Sexo, pudor y lágrimas) jako Miguel
- 1983: Viva el chubasco

### telenowele
- 2020: Z miłości do dziecka (Te doy la vida) jako Ernesto Rioja
- 2012–2013: Jaka piękna miłość (Que bonito amor) jako Santos Martínez de las Garzas Treviño
- 2011–2012: Zakazane uczucie (La que no podía amar) jako Rogelio Montero Baez
- 2008: Ogień we krwi (Fuego en la sangre) jako Oscar Reyes Robles
- 2006: Śliczna brzydula (La Fea más bella) jako Rolando 'Ruli'
- 2005: La esposa virgen jako Jose Guadalupe Cruz
- 2003–2004: Zaklęte serce (Mariana de la noche) jako Ignacio Lugo Navarro
- 2002: Ścieżki miłości (Las Vías del amor) jako Gabriel Quesada Barragán
- 2000: Potęga miłości (Mi destino eres tú) jako Eduardo Rivadeneira del Encino
- 1999: Trzy kobiety (Tres mujeres) jako Sebastián Mendez
- 1997: María Isabel jako Ruben
- 1997: Moja umiłowana Isabel (Mi querida Isabel) jako Alejandro
- 1995: Morelia jako Beto Solorzano 'El Michoacan y Marido de Jackie'
- 1993: Dwie kobiety, jedna droga (Dos mujeres, un camino) jako Ángel
- 1992: Mágica juventud
- 1991: Valeria i Maximiliano (Valeria y Maximiliano) jako Damián Souberville
- 1991: Łańcuchy goryczy (Cadenas de amargura) jako Roberto

### filmy krótkometrażowe
- 1992: Como cualquier noche